# Unda maris
Con unda maris (latino, onda del mare) ci si riferisce a un particolare registro dell'organo.

## Struttura
Si tratta di un registro ad anima della famiglia dei registri oscillanti, solitamente da 8', apparso per la prima volta nel XVIII secolo negli organi della Germania del sud.
È costituito da due canne uguali, una delle quali, però, accordata in maniera leggermente calante rispetto all'altra. Facendole suonare contemporaneamente, lo sfasamento fra le due frequenze produce un particolare fenomeno fisico chiamato battimento, il quale genera il caratteristico effetto "ondeggiante" del suono.
L'unda maris è simile al registro di voce umana, ma, a differenza di quest'ultimo, il suo suono è prodotto da battimenti più lenti. Inoltre, il registro di unda maris ha un timbro più flautato.